# Hacker (film, 2015)
Pour les articles homonymes, voir Hacker et Black hat (homonymie).
Cet article possède un paronyme, voir Hackers.
Pour plus de détails, voir Fiche technique et Distribution.
Hacker ou Chapeau noir au Québec (Blackhat) est un film américain coproduit et réalisé par Michael Mann, sorti en 2015.
À sa sortie, le film reçoit des critiques presse mitigées et est un échec au box-office.

## Synopsis
Le hacking de la centrale nucléaire de Chai Wan (en) à Hong Kong provoque une importante explosion. Le gouvernement chinois dépêche l'un de ses meilleurs experts informatiques, le capitaine Chen Dawai. Ce dernier doit également collaborer avec le FBI car le Chicago Mercantile Exchange a été attaqué avec le même RAT (« Remote Access Tool »). Chen reconnait dans ce code la « signature » d'un ancien camarade d'école, Nicholas Hathaway, un pirate informatique qui purge actuellement une peine de prison. Ce dernier est donc libéré s'il accepte de collaborer avec le FBI et le gouvernement chinois pour démasquer le coupable de cette attaque informatique.

## Fiche technique
Sauf indication contraire, les informations mentionnées dans cette section peuvent être confirmées par la base de données cinématographiques IMDb,  présente dans la section « Liens externes ».
- Titre original : Blackhat
- Titre français : Hacker
- Titre québécois : Chapeau noir[2]
- Titre de travail : Cyber[2]
- Réalisation : Michael Mann
- Scénario : Morgan Davis Foehl
- Musique : Harry Gregson-Williams, Atticus Ross et Leopold Ross (en)[3]
- Direction artistique : Guy Hendrix Dyas
- Décors : Victor J. Zolfo
- Costumes : Colleen Atwood
- Montage : Jeremiah O'Driscoll, Mako Kamitsuna, Stephen E. Rivkin et Joe Walker
- Photographie : Stuart Dryburgh
- Production : Jon Jashni, Michael Mann et Thomas Tull
- Sociétés de production : Legendary Pictures et Forward Pass
- Sociétés de distribution : Universal Pictures, Columbia Pictures, Universal Pictures International France
- Pays de production :  États-Unis
- Budget : 70 000 000 USD[4]
- Langues originales : anglais, mandarin, espagnol
- Durée : 113 minutes
- Format : couleur 2.35:1 35 mm — Son : Dolby Digital EX / Datasat / SDDS[5]
- Genre : techno-thriller, action
- Dates de sortie[2] : 18 mars 2015
- Classification[6] :
  - États-Unis : R
  - France : tous publics avec avertissement

## Distribution
- Chris Hemsworth (VF : Adrien Antoine ; VQ : Martin Desgagné) : Nicholas Hathaway
- Viola Davis (VF : Maïk Darah ; VQ : Johanne Garneau) : Carol Barrett
- Manny Montana : Lozano
- Tang Wei (VF : Géraldine Asselin ; VQ : Catherine Brunet) : Lien Chen
- William Mapother (VF : Julien Meunier) : Rich Donahue
- John Ortiz (VF : Loïc Houdré ; VQ : Manuel Tadros) : Henry Pollack
- Holt McCallany (VF : Jérémie Covillault ; VQ : Louis-Philippe Dandenault) : Mark Jessup
- Wang Leehom (VF : Anatole de Bodinat ; VQ : Renaud Paradis) : Chen Dawai
- Christian Borle (VQ : Guillaume Champoux) : Jeff Robichaud
- Abhi Sinha (VF : Thomas Roditi) : Daniels
- Jason Butler Harner (VF : François Delaive) : George Reinker
- Adrian Pang (en) (VF : Guillaume Lebon) : Keith Yan
- Kirt Kishita (VF : Jérôme Pauwels) : Paul Wang
- Ritchie Coster : Elias Kassar
- Yorick van Wageningen (VF : Stéphane Bazin ; VQ : Benoît Brière) : Sadak
- Tracee Chimo (VF : Anne-Laure Sagat ; VQ : Valérie Gagné) : la secrétaire
- Archie Kao : Shum

Sources et légende : Version française (V. F.) sur Symphonia Films et crédits à la fin du film Version québécoise (V. Q.) sur Doublage Québec

## Production

### Développement
Le réalisateur Michael Mann a fait des recherches sur la cybercriminalité pendant deux ans pour peaufiner son script, écrit avec Morgan Davis Foehl. Il avoue que les résultats de ses recherches l'ont considérablement effrayé car il a découvert la vulnérabilité de nombreux systèmes informatiques. Pour façonner son personnage principal, Nicholas Hathaway, Michael Mann s'est inspiré du hacker Stephen Watt qui, après son arrestation, a conçu des logiciels de protection des mails,. Le scénariste Morgan Davis Foehl s'inspire quant à lui de l'ouvrage Kingpin : How One Hacker Took Over The Billion-Dollar Cybercrime Underground de Kevin Poulsen, un ancien hacker américain.
Le titre original Blackhat (littéralement « chapeau noir ») renvoie aux hackers qui commettent leurs crimes pour semer le trouble et pour leur profit personnel. Le terme provient des westerns américains dans lesquels les « méchants » portaient des chapeaux noirs.

### Attribution des rôles
C'est la troisième collaboration de John Ortiz avec Michael Mann, après Miami Vice : Deux flics à Miami (2006) et Public Enemies (2009).

### Tournage
Le tournage débute le 17 mai 2013 et a lieu entre Los Angeles, Hong Kong, Kuala Lumpur, Jakarta. Il a duré 66 jours.

### Musique
La musique originale du film est composée par Harry Gregson-Williams et les frères Leopold et Atticus Ross. Après la sortie du film, Harry Gregson-Williams a déclaré sur Internet que très peu de ses compositions ont été utilisées dans le film et qu'il s'agit là d'une habitude du réalisateur Michael Mann. Ce dernier a répondu que c'était sa façon de procéder.

## Sortie

### Critique
Aux États-Unis, le film reçoit des critiques plutôt négatives. Sur le site Rotten Tomatoes, Hacker n'obtient que 33% d'opinions favorables, pour 151 avis recensées. Sur Metacritic, il décroche une moyenne de 51/100 pour 37 critiques. Quelques journalistes émettent cependant une critique positive, comme Manohla Dargis de The New York Times, qui dit notamment « Le thriller de Michael Mann, une histoire de l'intersection entre les organismes et les machines, est un travail spectaculaire de cinématographie dérangée ». Kenneth Turan du Los Angeles Times écrit que les points forts du film sont des éléments de la « vieille école ».
En France, les critiques sont également partagées. Sur le site AlloCiné, qui recense 34 titres de presse, le film obtient une moyenne de 3,2/5. Du côté des avis positifs, Caroline Vié écrit dans 20 minutes « La mise en scène virtuose transcende des sujets et des personnages classiques pour faire naître un suspense haletant ». Dans Charlie Hebdo, Jean-Baptiste Thoret souligne que Hacker est « un film d'avant-garde prodigieux, inquiet, gris anthracite, froid, qui s'avance masqué sous les traits d'un action movie post-11 septembre ». Nicolas Bauche de la revue Positif remarque que « les plus belles séquences du film décrivent la volatilité du monde et sa diaphanéité comme seul le réalisateur de Heat sait les imprimer sur grand écran ». Simon Riaux de Écran Large pense que « Hacker n'est pas le grand film attendu mais un excellent film de traque, au rythme hypnotique et aux embardées surpuissantes ». Gérard Delorme du magazine Première écrit « Si, comme disait Hitchcock, “la vraisemblance est une perte de temps”, on peut alors apprécier Hacker pour ce qu'il est : un thriller exotique haut de gamme ». Yal Sadat du site Chronic'art remarque que « Hacker semble vouloir retrouver dans un argument hypermoderne les vestiges de la série B classique ».
Certains journalistes sont moins enthousiastes. Dans Direct Matin, on peut ainsi lire « Mettre en scène la cybercriminalité n'est pas toujours très cinégénique et Michael Mann n’évite pas cet écueil ». Françoise Delbecq de Elle apprécie le début du film mais regrette qu'ensuite « on retombe vite dans un thriller classique qui va nous mener de Los Angeles à Jakarta. (...) On est loin de Heat ou de Révélations du même réalisateur ». Vincent Ostria de L'Humanité se demande quant à lui ironiquement « Qu’est-ce qui est pire : le héros insipide doté de superpouvoirs (force, sex-appeal, ingéniosité, expertise informatique ou médicale), ou la vision psychédélique des bits numériques parcourant les circuits imprimés ? ». Dans Cahiers du cinéma, Vincent Malausa écrit que « Tout dans Hacker en revient au plus rigide prosaïsme et à une mécanique de recyclage qui donne l’impression d’un catalogue presque parodique de tous les clichés manniens ».

### Box-office
Le film est le plus important échec de Michael Mann au box-office américain : avec un budget de 70 millions de dollars, il n'en rapporte qu'un peu plus de 7 millions aux États-Unis. Alors que le film était diffusé dans environ 2 500 salles américaines, le distributeur Universal Pictures décide après seulement deux semaines d'exploitation de le supprimer de quasiment tous les cinémas.
À l'international, le succès n'est pas non plus au rendez-vous : 2,33 millions de dollars de recette dans 19 pays pour son premier week-end d'exploitation. À la suite de l'échec du film aux boxoffices américain et asiatique, Universal Pictures International décide de ne pas le sortir au cinéma en Australie. La sortie en Belgique fut elle aussi annulée à la dernière minute.
En France, distribué dans 84 salles, Hacker ne parvient pas à dépasser les 145 000 entrées, enregistrant le plus mauvais score de Michael Mann au box-office depuis Révélations.
| Pays ou région    | Box-office      | Date d'arrêt du box-office | Nombre de semaines |
| ----------------- | --------------- | -------------------------- | ------------------ |
| États-Unis Canada | 7 889 395 $     | 5 février 2015             | 3                  |
| France            | 144 413 entrées | -                          | -                  |
| Mondial           | 17 752 940 $    | -                          | -                  |

### Réponse de Michael Mann et remontage
En 2023, alors qu'il s'apprête à présenter son nouveau film, Ferrari, Michael Mann revient sur l'échec du film. Il en endosse la responsabilité et déclare notamment : « C’est ma responsabilité. Le scénario n’était pas prêt à être tourné ». Le réalisateur admet par ailleurs que son film était visionnaire : « Le sujet était peut-être trop en avance, parce que beaucoup de gens ont pensé que c’était de la pure fiction. Faux. Tout était basé sur des faits. »
Michael Mann explique alors qu'une version director's cut remontée, dite revised cut, a été réalisée,. D'une durée de 136 minutes,, elle est projetée une première fois à la Brooklyn Academy of Music à New York en 2016 dans le cadre d'une rétrospective sur le cinéaste. Le principal changement dans ce montage est que la séquence d'attaque du réacteur nucléaire n'ouvre plus le film mais est déplacée au milieu. D'autres changements sont apportés au montage notamment certains dialogues raccourcis alors que des scènes sont rajoutées. La scène montrant Lien et Hathaway s'échappant du restaurant de Koreatown est supprimée. Une nouvelle scène est ajoutée avec Hathaway, Lien et Jessup à leur arrivée à Hong Kong. Michael Mann avait initialement prévu de placer la séquence du réacteur au milieu, mais l'avait déplacée en début du montage juste avant sa sortie. Cette nouvelle version est diffusée sur la chaîne FX le 9 mai 2017 avec quelques nouvelles modifications et présentée comme une director's cut. En 2018, elle est un temps disponible sur DirecTV.
Cette nouvelle version devrait sortir fin 2023 en Blu-ray édité par Arrow Films,.